# In on the Kill Taker
In on the Kill Taker es el tercer álbum de estudio de la banda estadounidense Fugazi, publicado en 1993 a través de Dischord Records.

## Listado de canciones
Todas las canciones escritas y compuestas por Ian MacKaye, Guy Picciotto, Joe Lally, y Brendan Canty. 
| N.º | Título                         | Duración |  |
| 1.  | «Facet Squared»                | 2:42     |  |
| 2.  | «Public Witness Program»       | 2:04     |  |
| 3.  | «Returning the Screw»          | 3:13     |  |
| 4.  | «Smallpox Champion»            | 4:01     |  |
| 5.  | «Rend It»                      | 3:48     |  |
| 6.  | «23 Beats Off»                 | 6:41     |  |
| 7.  | «Sweet and Low»                | 3:36     |  |
| 8.  | «Cassavetes»                   | 2:30     |  |
| 9.  | «Great Cop»                    | 1:52     |  |
| 10. | «Walken's Syndrome»            | 3:18     |  |
| 11. | «Instrument»                   | 3:43     |  |
| 12. | «Last Chance for a Slow Dance» | 4:38     |  |

- Datos: Q606767